# حلبة تشانغ الدولية

المسار

حلبة تشانغ الدولية بالتايلندية:ช้าง อินเตอร์เนชั่นแนล เซอร์กิต (يشار لها في الشرق الأوسط وفرنسا باسم حلبة بوريرام يونايتد الدولية بسبب القيود على الكحول كون الاسم يعود لشركة الجعة تشانغ بير) هي حلبة سباق لرياضة المحركات الآلية تقع في بوريرام في تايلاند. تم افتتاحها في سنة 2014. هي أول حلبة في تايلند من الدرجة أ حسب الاتحاد الدولي للدراجات النارية وأول حلبة في تايلند من الدرجة 1 حسب الاتحاد الدولي للسيارات.